# Grobnica sajeda Hasana Vakifa
Grobnica sajeda Hasana Vakifa (perz. گنبد حسن سید; Gonbad-e Hasan sajed) je mauzolej u iranskom gradu Natanzu. Nalazi se na brežuljku u središtu grada koji je nekoć bio utvrđen, a uz mauzolej se danas nalazi suvremeno groblje. Građevina se datira u timuridsko razdoblje (14. − 15. st.) i dijeli arhitektonske sličnosti s grobnicom sajeda Mira Vakifa (oko 400 m sjeverno), sina Hasana Vakifa. Donji dio građevine sastoji se od oktogonalne platforme sa sedam slijepih arkada i ulaznim ajvanom izgrađenim od opeke, a nasvođena je tirkiznom šiljastom kupolom čiji je tambur obložen modrom, žutom i bijelom keramikom.

## Poveznice
- Natanz
- Grobnica sajeda Mira Vakifa

## Vanjske poveznice
- (engl.) CHTN. 15. prosinca 2009. Natanz the Pear of Iranian Tourism. Cultural Heritage, Handicrafts and Tourism News Agency. Tehran.  |url-status=dead zahtijeva |archive-url= (pomoć)

Ostali projekti
|  | Zajednički poslužitelj ima još gradiva o temi Grobnica sajeda Hasana Vakifa |